# 東大西洋管肩魚
東大西洋管肩魚，為管肩魚科的其中一種，為深海魚類，分布於全球三大洋熱帶海域，深度385-5393公尺，本魚身體深褐色，鰓蓋、肩具發光器官，肛門黑色，胸鰭小，體長可達18公分，棲息在中層水域，生活習性不明。